# Si vis pacem, para bellum
Si vis pacem, para bellum (с лат. — «хочешь мира, готовься к войне») — латинское крылатое выражение.
Формулировка фразы принадлежит римскому военному писателю Флавию Вегецию:

Таким образом, кто хочет мира, пусть готовится к войне; кто хочет победы, пусть старательно обучает воинов; кто желает получить благоприятный результат, пусть ведёт войну, опираясь на искусство и знание, а не на случай. Никто не осмеливается вызывать и оскорблять того, о ком он знает, что в сражении тот окажется сильнее егоОригинальный текст (лат.)Igitur qui desiderat pacem, praeparet bellum; qui uictoriam cupit, milites inbuat diligenter; qui secundos optat euentus, dimicet arte, non casu. Nemo prouocare, nemo audet offendere quem intellegit superiorem esse, si pugnet.— «Краткое изложение военного дела». Книга III. V век
Однако здесь Вегеций повторяет мысль фиванского полководца IV века до нашей эры Эпаминонда, как она изложена в его жизнеописании пера Корнелия Непота. Непот сообщает, что Эпаминонд говорил, возражая «миролюбивой» риторике своего оппонента:

Обманываешь ты своими речами сограждан, настраивая их против войны, под именем покоя ты готовишь им рабство. Мир рождается от войны, и потому желающие пользоваться долгим миром должны закаляться в боях— Корнелий Непот. О знаменитых иноземных полководцах. XV. Эпаминонд
Пистолет Люгера был назван Parabellum по двум последним словам этой пословицы «готовься к войне». Это также стало наименованием, под которым был зарегистрирован патрон 9x19 Parabellum. После Второй мировой войны патрон был принят на вооружение многих государств мира и стал стандартным патроном государств НАТО.
Другой вариант перевода — «хочешь мира, готовь войну».

## Девизы
Различные военные организации используют эту фразу как девиз:
- Королевский военно-морской флот Великобритании
- Норвежская военная академия
- Французская Высшая военная школа

В мире видеоигры Disco Elysium среди сотрудников Ревашольской Гражданской Милиции популярен девиз «Sunrise, Parabellum», который был переведён в русской версии как «С добрым утром, готовься к войне». Главный герой выгравировал этот девиз на своём пистолете. 